# Hanayamata
Hanayamata (ハナヤマタ hay HaNaYaMaTa) là sêri manga Nhật Bản của tác giả Hamayumiba Sō, được đăng trên tạp chí seinen manga của nhà xuất bản Houbunsha là Manga Time Kirara Forward từ tháng 6 năm 2011. Được tập hợp thành mười quyển tankōbon cho đến tháng 4 năm 2018. Anime truyền hình do Madhouse thực hiện lên sóng Nhật Bản từ tháng 7 năm 2014 đến tháng 9 năm 2014.

## Cốt truyện
Sekiya Naru là một cô gái trung học 14 tuổi bình thường và rất thích truyện cổ tích, nhưng lại bị người khác lo lắng vì sự thiếu sở thích của cô. Cô có cơ hội gặp gỡ được một "nàng tiên", một cô gái ngoại quốc đang tập nhảy vào buổi tối. Bất ngờ thay, Naru mời cô tham gia và giới thiệu cô bước vào thế giới của điệu nhảy yosakoi. Tiêu đề của sêri là một sự kết hợp các hai chữ cái đầu của tên các cô gái: HAna, NAru, YAya, MAchi, và TAmi.

## Nhân vật

### Nhân vật chính
Sekiya Naru (関谷 なる Sekiya Naru)
Lồng tiếng bởi: Ueda Reina
Hana N. Fountainstand (ハナ・N・フォンテーンスタンド Hana Enu Fontēnsutando)
Lồng tiếng bởi: Tanaka Minami
Sasame Yaya (笹目 ヤヤ Sasame Yaya)
Lồng tiếng bởi: Okuno Kaya
Nishimikado Tami (西御門 多美 Nishimikado Tami)
Lồng tiếng bởi: Ōtsubo Yuka
Tokiwa Machi (常盤 真智 Tokiwa Machi)
Lồng tiếng bởi: Numakura Manami

### Câu lạc bộ Yosakoi
Tokiwa Sari (常盤 沙里 Tokiwa Sari)
Lồng tiếng bởi: Toyoguchi Megumi

### Ban nhạc Need Cool Quality
Ban nhạc gốc của anime, Need Cool Quality là ban nhạc Yaya gia nhập, tay trống của ban nhạc là Sachiko, Arisa và Yuka giải tán vì lý do cá nhân của Sachiko, Arisa và Yuka, và sự thất bại của ban nhạc trong buổi diễn nhạc nhẹ. 
Yamanoshita Sachiko (山ノ下 祥子 Yamanoshita Sachiko)
Lồng tiếng bởi: Wakai Yuki
Kajiwara Arisa (梶原 亜里沙 Kajiwara Arisa)
Lồng tiếng bởi: Yamamoto Ayano
Komachi Yūka (小町 結香 Komachi Yūka)
Lồng tiếng bởi: Takai Maika

### Nhân vật phụ
Ōfuna Masaru (大船 勝 Ōfuna Masaru)
Lồng tiếng bởi: Koyama Tsuyoshi
Cha của Hana ()
Lồng tiếng bởi: Ueda Yūji
Jennifer N. Fountainstand (mẹ của Hana) (ジェニファー・N・フォンテーンスタンド Jenifa Enu Fontēnsutando)
{{lồng tiếng anime|[[Takahashi Chiaki (actress)}}
Naomasa Sekiya (関谷 直正 Sekiya Naomasa)
Lồng tiếng bởi: Ohkawa Toru
Cha của Naru.
Cha của Tami ()
Lồng tiếng bởi: Tōchi Hiroki
Cha của Yaya ()
Lồng tiếng bởi: Gotō Kōsuke
Ume-san (梅さん Ume-san)
Lồng tiếng bởi: Maeda Toshiko
người giúp việc nhà của Tami

## Truyền thông

### Manga
Sêri gốc của tác giả Hamayumiba Sō bắt đầu sêri hóa trong tạp chí Manga Time Kirara Forward của Houbunsha từ tháng 6 năm 2011. Được sưu tầm thành 10 quyển tankōbon từ tháng 12 năm 2011 đến tháng 4 năm 2018.

### Anime
Chuyển thể anime truyền hình do Madhouse thực hiện lên sóng Nhật Bản từ ngày 7 tháng 7 năm 2014 đến ngày 22 tháng 9 năm 2014 và cũng được truyền qua Crunchyroll. Ca khúc mở đầu là "Hana wa Odoreya Iroha ni Ho" (花ハ躍レヤいろはにほ Dancing in the Scent of Flowers) do Nhóm "Hanayamata" thực hiện (Ueda Reina, Tanaka Minami, Okuno Kaya, Ōtsubo Yuka, và Numakura Manami), và ca khúc kết thúc là "Hanayuki" (花雪 Snowflake) do smileY inc. thực hiện (biên soạn do Ōtsubo Yuka và nhạc sĩ Yuuyu). Ca khúc kết thúc ở tập 12 do Nhóm "Hanayamata"thưc5 hiện. Thêm vào đó, ca khúc bổ sung, "Kodoku Signal" (コドクシグナル Signal of Solitude) do Need Cool Quality thực hiện (Okuno Kaya, Wakai Yuki, Yamamoto Ayano và Takai Maika) được dùng ở tập đầu tiên.

### Trò chơi
Trò chơi âm nhạc và phiêu lưu dựa trên trò chơi, có tên là Hanayamata: Yosakoi Live! (ハナヤマタ よさこいLIVE！), được phát triển bởi Bandai Namco Games và được phát hành ở phiên bản PlayStation Vita vào ngày 13 tháng 11 năm 2014. Trò chơi cũng có các bản giới hạn bao gồm đĩa Blu-ray và một Drama CD.